# Mykola Leontovytsj
Mykola Dmytrovytsj Leontovytsj (Oekraïens: Микола Дмитрович Леонтович; Monastyrok, Keizerrijk Rusland, 13 december [O.S. 1 december] 1877 — Markivka nabij Teplyk, Oekraïense Socialistische Sovjetrepubliek, 23 januari 1921) was een Oekraïens componist, folklorist, koordirigent, etnomusicoloog en pedagoog.

## Leven

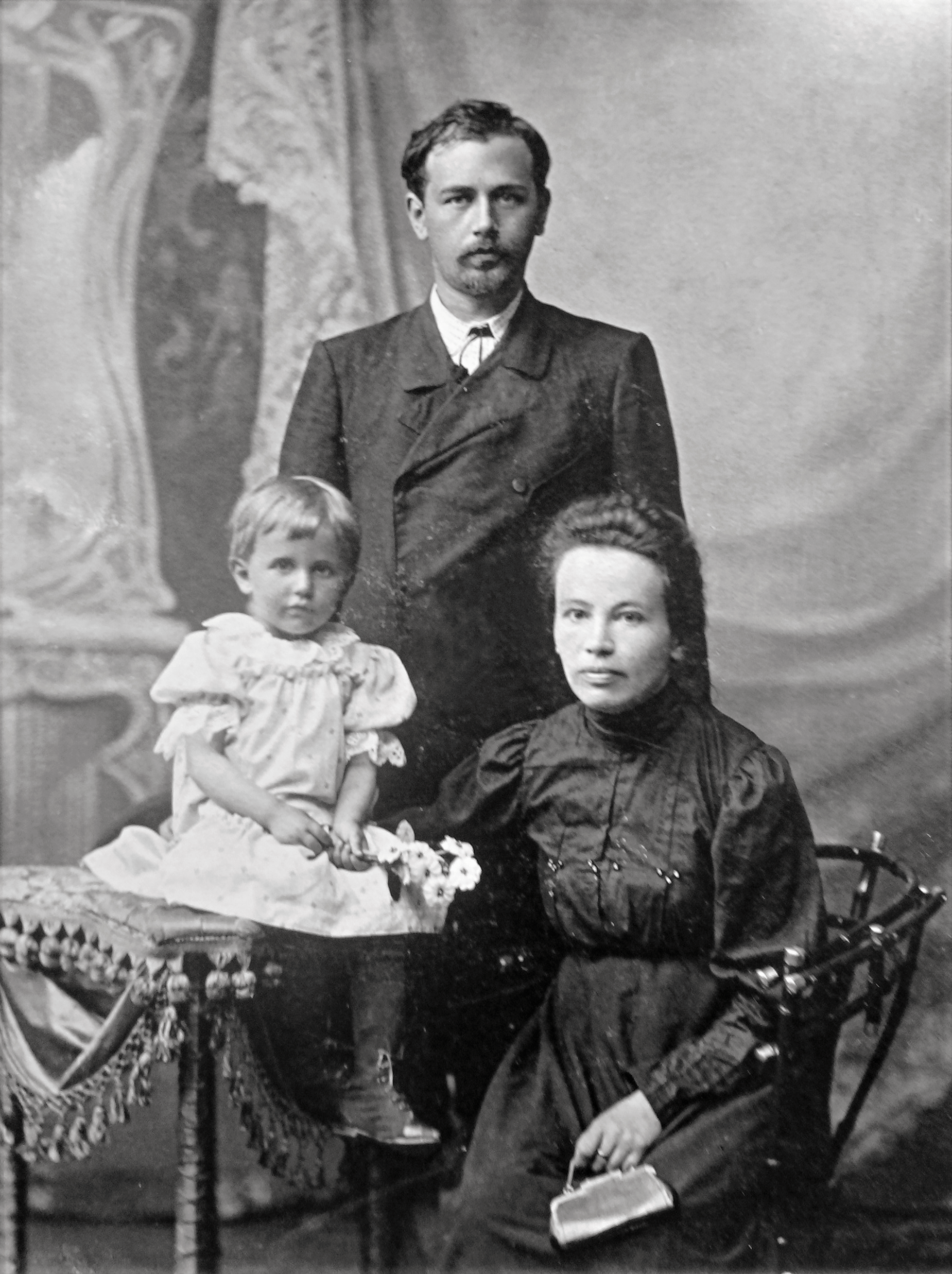
Leontovytsj met zijn vrouw Klavdija en zijn oudste dochter Halyna in 1905

Leontovytsj werd geboren in het dorpje Monastyrok, gelegen in het toenmalige gouvernment Podolië van het Keizerrijk Rusland, tegenwoordig in Oekraïne.  
Als zoon van een orthodoxe priester studeerde hij van 1892 tot 1899 aan het Theologisch Seminarie in Kamjanets-Podilsky. Hij zong in het koor van het seminarie en bespeelde verschillende instrumenten, waaronder viool, fluit en harmonium. In de jaren 1903-1904 volgde hij tevens muzieklessen bij de keizerlijke koorkapel in Sint-Petersburg, alwaar hij werd opgeleid tot koordirigent.
Vanaf 1898 gaf hij muziekles, richtte hij in de gouvernementen Podolië, Kiev en Katerynoslav door hemzelf geleide koren en instrumentale ensembles op. In 1901 publiceerde hij zijn eerste bundel Oekraïense liederen. Vanaf 1909 volgde hij privélessen harmonieleer en muziektheorie bij Semjon Barmotin en compositie bij Boleslav Javorsky in Kiev en Moskou .
Nadat de Oekraïense Volksrepubliek onafhankelijk was geworden, werkte hij vanaf 1919 in Kiev. Hij gaf les aan de Lysenko School voor Muziek en Drama en het Conservatorium van Kiev. Hij was een van de organisatoren van het Oekraïense Staatskoor en het Staatssymfonieorkest. Voor de vlak daarvoor gestichte Oekraïense autocefale Orthodoxe Kerk schreef hij religieus werk.
In 1921 kwam zijn leven tot een tragisch einde: hij werd in zijn ouderlijk huis in Markivka neergeschoten door een agent van de Tsjeka, aangezien de bolsjewieken hem als een van de gevaarlijkste vertegenwoordigers van de Oekraïense nationale wedergeboorte zagen. Deze moord wekte grote woede in Kievse culturele en intellectuele kringen en reeds binnen enkele dagen werd er een Comité ter nagedachtenis aan M. Leontovytsj opgericht, dat tot 1928 een rol zou blijven spelen binnen de Oekraïense muziekwereld. Binnen de orthodoxe kerk heeft hij de status van martelaar.

## Werk
Leontovytsj schreef meer dan 150 volksliedbewerkingen voor koor, die kunnen worden omschreven als originele koorwerken gebaseerd op volksmelodieën. Daarnaast schreef hij originele koorwerken op teksten van Oekraïense dichters. Zijn stijl was sterk beïnvloed door de "vader van de Oekraïense muziek", Mykola Lysenko.
Tijdens zijn leven genoten de composities en bewerkingen van Leontovytsj grote populariteit onder zowel professionele als amateurmusici in de Oekraïense gebieden van het Russische Keizerrijk. Dankzij uitvoeringen in West-Europa en Amerika kreeg hij daar de bijnaam "de Oekraïense Bach". Zijn bekendste werk is het uit 1904 daterende kerstlied "Sjtsjedryk" (Oekraïens: Щедрик), dat in het Westen onder de naam "Carol of the Bells" tot meer dan 150 verschillende vocale en instrumentale versies is omgewerkt.
Voorts schreef Leontovytsj religieuze werken, waaronder een Liturgie van Johannes Chrysostomus in het Oekraïens (dit in tegenstelling tot het traditionele Kerkslavisch) en een onvoltood gebleven opera "Het paasfeest van de zeemeermin" (Oekr. На русалчин великдень). Laatstgenoemd werk zou pas in 1977 alsnog worden voltooid door de componist Myroslav Skoryk.
Het werk van Leontovytsj is van grote invloed geweest op de ontwikkeling van de Oekraïense koormuziek en wordt veel uitgevoerd in Oekraïne en onder de Oekraïense diaspora. 